# Raphael Kühner
Raphael Kühner, född 22 mars 1802 i Gotha, död 16 april 1878 i Hannover, var en tysk filolog.  
Kühner var från 1825 lärare vid Hannovers lyceum, för vilket han sedermera blev rektor, pensionerades 1873 och fick 1874 professors titel. Med sin Ausführliche Grammatik der griechischen Sprache (två band, 1834–35; tredje upplagan av Friedrich Blass och Bernhard Gerth 1890–1904) gjorde han epok inom studiet av grekiskan genom att uppmärksamma den jämförande språkforskningen, särskilt sanskrit, samt utveckla syntaxen efter en rent vetenskaplig metod. På språklärans område utarbetade han vidare bland annat Kurzgefasste Schulgrammatik der griechischen Sprache (1836; sjätte upplagan 1881), Elementargrammatik der griechischen Sprache (1837; 32:a upplagan 1887; "Grekisk språklära", 1844, andra upplagan 1862), Elementargrammatik der lateinischen Sprache (1841; 44:e upplagan 1887; "Latinsk grammatik", 1847) och Schulgrammatik der lateinischen Sprache (1842, femte upplagan 1861; översättning i sammandrag "Kort latinsk grammatica", 1842, tredje upplagan 1886) samt Ausführliche Grammatik der lateinischen Sprache (två band, 1877–80), ett motstycke till den stora grekiska språkläran. Han utgav även skrifter av Cicero och Xenofon.